# Antonio Aguerre
Antonio Aguerre (* in Uruguay; † 1942) war ein uruguayischer Fußballspieler.

## Karriere

### Verein
Der "Flaco" Aguerre genannte stand 1922 zunächst in Reihen des in Uruguays höchster Spielklasse antretenden Clubs Liverpool Montevideo. In den Jahren 1923 bis 1928 gehörte er dann dem Kader von Peñarol Montevideo an. Während er bei Liverpool im zentralen Mittelfeld eingesetzt wurde, kam er bei den "Aurinegros" als linker Half zum Einsatz. Mit Peñarol gewann er 1924 mit seiner Mannschaft während der Phase der Spaltung der Organisationsstruktur des uruguayischen Fußballs die von der Federación Uruguaya de Football (FUF) ausgespielte Parallel-Meisterschaft. Nach Wiederherstellung einer einheitlichen Liga gelang 1928 auch der Gewinn der uruguayischen Meisterschaft in der Primera División. Während Aguerres Vereinszugehörigkeit behielten die Aurinegros unter anderem auch 1923 bei der Copa Strausmann, der Copa Beisso, der Copa Chery-Medina und der Copa Pro Cárceles die Oberhand. In den Folgejahren gewann sein Verein ebenfalls zahlreiche weniger bedeutende Turniere, wie beispielsweise 1925 die Copa Florense, Copa Alem, Copa Círculo de Prensa oder die Copa José Massone. Im Jahr danach war man unter anderem bei der Copa Sisley und der Copa Imparcial siegreich. Auch die Copa Cristal de Roca, Copa Eintracht und die Copa Ricardo Pittaluga im Jahr 1927 oder die Copa Mirurgia 1928 zählten zu den Erfolgen des Vereins in diesen Jahren seiner Zugehörigkeit.

### Nationalmannschaft
Aguerre spielte zudem für die uruguayische A-Nationalmannschaft. Mit dieser nahm er an der Südamerikameisterschaft 1922 teil. Im Verlaufe des Turniers bestritt er vier Spiele. Im selben Jahr zählte er auch bei der Copa Lipton, der Copa Newton sowie bei der Copa Gran Premio de Honor Uruguayo zum uruguayischen Team. Insgesamt absolvierte er von seinem Debüt am 23. September 1922 bis zu seinem letzten Einsatz für die Celeste am 10. August 1924 neun Länderspiele. Einen Treffer erzielte er dabei nicht.

### Erfolge
- Uruguayischer Meister: (1924), 1928
- Copa Lipton: 1922

## Tod
Sein Ableben nach langer, hartnäckiger Krankheit, die er sich zu seiner aktiven Zeit bei Peñarol zugezogen hatte, wurde am 26. Dezember 1942 vermeldet.